# Seznam.cz prohlížeč
Seznam.cz prohlížeč (též aplikace Seznam.cz) je webový prohlížeč založený na jádru Chromium a aplikačním rozhraní NW.JS.

## Historie
Dne 15. prosince 2014. Seznam.cz představil vlastní webový prohlížeč pro platformy Windows a macOS, který doplnil již existující prohlížeč pro operační systém Android (18. srpna 2013). Verze pro iOS následovala 9. ledna 2015. Desktop prohlížeč je postaven na aplikačním rozhraní NW.JS. Jádrem prohlížeče je Chromium. Na Android platformě je užita systémová komponenta WebView. 

## Podporované systémy
- Android 6.0 a vyšší
- iOS 14.0 a vyšší
- iPadOS 14.0 a vyšší
- macOS 10.13 a vyšší
- Windows 7 a vyšší